# Диюр
Ди́юр (коми Діюр) — деревня в Ижемском районе Республики Коми России. Входит в состав сельского поселения Краснобор.

## Этимология
Название происходит от слова дiюр, которое на языке коми означает «верхняя (по течению) часть острова».

## История
Диюр был основан в период между 1763 и 1772 годами. Первыми жителями деревни были Прокопий и Мокей Филипповы и Фёдор Канев. В 1782 году в деревне проживало 18 человек (9 мужчин и 9 женщин); в 1795 году — 42 человека (22 мужчины и 20 женщин); в 1850 году — 273 человека (139 мужчин и 134 женщины). По состоянию на 1859 год в деревне числилось 37 дворов и 277 жителей. В 1905 году в Диюре имелось 75 дворов и проживало 680 человек.
По состоянию на 1920 год, в Диюре имелось 118 дворов и проживало 607 человек (255 мужчин и 352 женщины). В административном отношении входила в состав Красноборского общества Красноборской волости Ижмо-Печорского уезда.

## География
Деревня находится в северо-западной части Республики Коми, в пределах Печорской низменности, на правом берегу реки Ижмы, на расстоянии примерно 37 километров (по прямой) к северо-западу от села Ижмы, административного центра района. Абсолютная высота — 37 метров над уровнем моря.
Климат
Климат характеризуется как умеренно континентальный, с продолжительной морозной многоснежной зимой и коротким прохладным летом. Средняя температура воздуха самого тёплого месяца (июля) составляет 14,6 °C; самого холодного (января) — −17,4 °C. Среднегодовое количество атмосферных осадков составляет 527 мм.
Часовой пояс
Диюр, как и вся Республика Коми, находится в часовой зоне МСК (московское время). Смещение применяемого времени относительно UTC составляет +3:00.

## Население
| 2010 |
| ---- |
| 623  |

Гендерный состав
По данным Всероссийской переписи населения 2010 года в гендерной структуре населения мужчины составляли 52,3 %, женщины — соответственно 47,7 %.
Национальный состав
Согласно результатам переписи 2002 года, в национальной структуре населения коми-ижемцы составляли 62 % из 700 чел., коми — 34 %.

## Известные уроженцы, жители
Вокуева, Ольга Ивановна (1917—1995) — депутат Верховного Совета СССР 3-го созыва.